# Armorial des communes de la Corrèze
- il comporte peu ou pas de sources.

Cette page donne les armoiries (figures et blasonnements) des communes de la Corrèze. Sur les 286 communes que compte le département de la Corrèze, seules 6 d'entre elles n'ont pas encore de blason. Toutes les autres sont représentées ci-dessous avec leurs blasonnements et quelques explications éventuelles tant historiques qu'héraldiques. Saint-Dézery et La Tourette ont leurs blasons propres, mais ont administrativement fusionné avec Ussel.

(0 dessin(s) en attente.)
- Haut – A
- B
- C
- D
- E
- F
- G
- H
- I
- J
- K
- L
- M
- N
- O
- P
- Q
- R
- S
- T
- U
- V
- W
- X
- Y
- Z

## A
| Blason de Affieux | Blason  | D'or à trois coquilles de sinople, au franc-canton du champ à deux lions léopardés de gueules l'un sur l'autre. |
| Blason de Affieux | Détails | Le statut officiel du blason reste à déterminer.                                                                |

| Blason de Aix | Blason  | D'azur au loup d'or, au franc-quartier senestre échiqueté de gueules et d'or. |
| Blason de Aix | Détails | Le statut officiel du blason reste à déterminer.                              |

| Blason de Albignac | Blason  | D'azur à la croix d'or cantonnée aux 1er et 4e d'un besant du même, aux 2e et 3e d'une défense de sanglier d'argent. |
| Blason de Albignac | Détails | Le statut officiel du blason reste à déterminer.                                                                     |

| Blason de Albussac | Blason  | De gueules au chevron d'or accompagné en pointe d'un croissant d'argent, au chef cousu d'azur chargé de trois étoiles d'or de six rais.                        |
| Blason de Albussac | Détails | * Il y a là non-respect de la règle de contrariété des couleurs : ces armes sont fautives (azur sur gueules). Le statut officiel du blason reste à déterminer. |

| Blason de Allassac | Blason  | Parti : au 1er coupé, au I de sable à l'aigle au vol abaissé d'or, au II d'argent au lambel de gueules, au 2e d'or au lion de gueules. |
| Blason de Allassac | Détails | Le statut officiel du blason reste à déterminer.                                                                                       |

| Blason de Alleyrat | Blason  | D'or à une bande d'azur chargée de trois lys de jardin d'argent. |
| Blason de Alleyrat | Détails | Le statut officiel du blason reste à déterminer.                 |

| Blason de Altillac | Blason  | D'azur au loup ravissant d'or, à la bordure engrêlée cousue de gueules, au chef cousu de même chargé de trois étoiles d'or.                                    |
| Blason de Altillac | Détails | * Il y a là non-respect de la règle de contrariété des couleurs : ces armes sont fautives (gueules sur azur). Le statut officiel du blason reste à déterminer. |

| Blason de Ambrugeat | Blason  | D'or à trois lionceaux de gueules.               |
| Blason de Ambrugeat | Détails | Le statut officiel du blason reste à déterminer. |

| Blason de Angles-sur-Corrèze (Les) | Blason  | D'azur à un rais d'escarboucle d'or.             |
| Blason de Angles-sur-Corrèze (Les) | Détails | Le statut officiel du blason reste à déterminer. |

| Blason de Argentat-sur-Dordogne | Blason  | D'azur à deux clefs adossées d'argent posées en pal et entrelacées par l'anneau. |
| Blason de Argentat-sur-Dordogne | Détails | Le statut officiel du blason reste à déterminer.                                 |

| Blason de Arnac-Pompadour | Blason  | D'azur à trois tours d'argent maçonnées de sable. |
| Blason de Arnac-Pompadour | Détails | Le statut officiel du blason reste à déterminer.  |

| Blason de Astaillac | Blason  | D'azur au chevron écoté d'or accompagné de trois roquets de même, 2 en chef et 1 en pointe. |
| Blason de Astaillac | Détails | Le statut officiel du blason reste à déterminer.                                            |

| Blason de Aubazines | Blason  | Parti : au 1er de gueules au soleil d'or soutenu de deux étoiles de même mises en pal, au 2e d'azur à la lune d'argent soutenue de deux étoiles de même mises en pal. |
| Blason de Aubazines | Détails | Le statut officiel du blason reste à déterminer. |

| Blason de Auriac | Blason  | D'or au lion de gueules.                         |
| Blason de Auriac | Détails | Le statut officiel du blason reste à déterminer. |

| Blason de Ayen | Blason  | Tiercé en fasce : au 1er de Savoie, au 2e de France, au 3e de gueules à la bande d'or. |
| Blason de Ayen | Détails | Le statut officiel du blason reste à déterminer.                                       |

## B
| Blason de Bar | Blason  | D'argent à trois fasces de gueules.              |
| Blason de Bar | Détails | Le statut officiel du blason reste à déterminer. |

| Blason de Bassignac-le-Bas | Blason  | D'azur à trois bandes d'or, au franc-canton coticé d'or et de gueules de douze pièces. |
| Blason de Bassignac-le-Bas | Détails | Le statut officiel du blason reste à déterminer.                                       |

| Blason de Bassignac-le-Haut | Blason  | Parti : au 1er d'argent à la bande de gueules accompagnée de six flanchis du même posés en orle, au 2e de gueules à la bande d'or au chef d'azur* chargé de trois étoiles d'or. |
| Blason de Bassignac-le-Haut | Détails | * Il y a là non-respect de la règle de contrariété des couleurs : ces armes sont fautives (azur sur gueules). Le statut officiel du blason reste à déterminer.                  |

| Blason de Beaulieu-sur-Dordogne | Blason  | Coupé : au 1er de gueules à l'enceinte fortifiée d'argent à trois tours crénelées et couvertes de même, ouvertes et ajourées de sable, au 2e d'azur à la dextrochère d'argent mouvant du flanc senestre, tenant une clef du même posée en pal, le panneton en haut et débordant de la tige. |
| Blason de Beaulieu-sur-Dordogne | Détails | Le statut officiel du blason reste à déterminer. |

| Blason de Beaumont | Blason  | Parti : au 1er d'argent au lion de gueules accompagné en chef d'une étoile de même, au 2e d'argent à trois fasces de gueules, au chef d'azur chargé de trois étoiles d'or. |
| Blason de Beaumont | Détails | Le statut officiel du blason reste à déterminer. |

| Blason de Bellechassagne | Blason  | Écartelé : aux 1er et 4e d'azur au loup d'or, aux 2e et 3e d'argent à l'aigle de sable membrée, allumée, becquée et languée de gueules, sur le tout d'or à la fleur de lys de gueules. |
| Blason de Bellechassagne | Détails | Le statut officiel du blason reste à déterminer. |

| Blason de Benayes | Blason  | Écartelé : aux 1er et 4e de gueules à trois rocs d'échiquier d'argent, aux 2e et 3e d'azur à trois fasces d'or. |
| Blason de Benayes | Détails | Le statut officiel du blason reste à déterminer.                                                                |

| Blason de Beynat | Blason  | Palé d'argent et de gueules de six pièces, au chef fascé d'argent et d'azur de six pièces. |
| Blason de Beynat | Détails | Le statut officiel du blason reste à déterminer.                                           |

| Blason de Beyssac | Blason  | De gueules au lion d'argent, à la bande d'azur brochant sur le tout, au chef de gueules soutenu d'une divise cousue d'azur et chargé de trois coquilles d'argent. |
| Blason de Beyssac | Détails | * Il y a là non-respect de la règle de contrariété des couleurs : ces armes sont fautives (azur sur gueules). Le statut officiel du blason reste à déterminer.    |

| Blason de Beyssenac | Blason  | Fascé de six pièces d'argent et d'azur, au chef d'azur chargé de trois fleurs de lis d'or. |
| Blason de Beyssenac | Détails | Adopté par la municipalité en 1986.                                                        |

| Blason de Billac | Blason  | D'azur au soleil d'or, au chef cousu de gueules chargé d'un croissant d'argent accompagné de deux étoiles d'or.                                                |
| Blason de Billac | Détails | * Il y a là non-respect de la règle de contrariété des couleurs : ces armes sont fautives (gueules sur azur). Le statut officiel du blason reste à déterminer. |

| Blason de Bonnefond | Blason  | D'or au chevron de gueules, accompagné de trois branches de romarin de sinople. |
| Blason de Bonnefond | Détails | Le statut officiel du blason reste à déterminer.                                |

| Blason de Bort-les-Orgues | Blason  | D'azur à trois flanchis d'argent.                |
| Blason de Bort-les-Orgues | Détails | Le statut officiel du blason reste à déterminer. |

| Blason de Branceilles | Blason  | D'azur au phœnix d'or sur son immortalité de gueules, regardant un soleil d'or issant du canton dextre du chef. |
| Blason de Branceilles | Détails | Le statut officiel du blason reste à déterminer.                                                                |

| Blason de Brignac-la-Plaine | Blason  | De gueules au lion d'or armé et lampassé de sable, accosté de deux épées hautes d'or posées en pal. |
| Blason de Brignac-la-Plaine | Détails | Le statut officiel du blason reste à déterminer.                                                    |

| Blason de Brive-la-Gaillarde | Blason  | D'azur à neuf épis de blé d'or, liés par trois, en forme de fleurs de lys, posés 2 et 1. |
| Blason de Brive-la-Gaillarde | Détails | Le statut officiel du blason reste à déterminer.                                         |

| Blason de Brivezac | Blason  | D'argent à six merlettes de sable posées 3 et 3, au franc-canton de gueules brochant.                                          |
| Blason de Brivezac | Détails | Blason de la famille de Sainte-Marie qui a habité sur la commune de Brivezac. Le statut officiel du blason reste à déterminer. |

| Blason de Bugeat | Blason  | Gironné d'or et d'azur de huit pièces à la croix de Malte d'argent brochant sur la partition, au chef de gueules chargé d'un sapin d'argent accosté de deux abeilles volant d'or. |
| Blason de Bugeat | Détails | Le statut officiel du blason reste à déterminer. |

## C
| Blason de Camps-Saint-Mathurin-Léobazel | Blason  | D'hermine à la bande de gueules, au franc-canton coticé d'or et de gueules à douze pièces. |
| Blason de Camps-Saint-Mathurin-Léobazel | Détails | Le statut officiel du blason reste à déterminer.                                           |

| Blason de Chabrignac | Blason  | Écartelé : au 1er de gueules au loup d'or, au 2e de sable à l'aigle d'or, au 3e d'azur à trois tours d'argent maçonnées de sable, au 4e d'azur à trois étoiles d'or surmontées d'un lambel de même. |
| Blason de Chabrignac | Détails | Le statut officiel du blason reste à déterminer. |

| Blason de Chamberet | Blason  | Parti : au 1er coupé au I d'or à deux lions léopardés de gueules, au II de sable au lion d'or, au 2e fascé d'argent et de gueules de six pièces, les fasces d'argent chargées chacune de trois mouchetures d'hermine de sable. |
| Blason de Chamberet | Détails | Le statut officiel du blason reste à déterminer. |

| Blason de Chamboulive | Blason  | De gueules au chevron accompagné en chef de deux étoiles et en pointe de quatre poissons nageant et contre-nageant l'un sur l'autre dans un anneau, le tout d'or. |
| Blason de Chamboulive | Détails | Le statut officiel du blason reste à déterminer. |

| Blason de Chameyrat | Blason  | D'azur à la cloche d'argent soutenant un coq d'or crêté et barbé de gueules et accompagné de trois étoiles d'or, deux aux flancs et une en pointe. |
| Blason de Chameyrat | Détails | Le statut officiel du blason reste à déterminer.                                                                                                   |

| Blason de Champagnac-la-Noaille | Blason  | D'argent aux trois miroirs au naturel bordés de gueules. |
| Blason de Champagnac-la-Noaille | Détails | Le statut officiel du blason reste à déterminer.         |

| Blason de Champagnac-la-Prune | Blason  | D'argent à trois étoiles de six rais de gueules, au chef du même. |
| Blason de Champagnac-la-Prune | Détails | Le statut officiel du blason reste à déterminer.                  |

| Blason de Chanac-les-Mines | Blason  | Burelé d'argent et d'azur de douze pièces, au lion de gueules brochant sur le tout. |
| Blason de Chanac-les-Mines | Détails | Le statut officiel du blason reste à déterminer.                                    |

| Blason de Chanteix | Blason  | D'azur au sautoir denché d'or cantonné de quatre croissants d'argent, au franc-canton d'or à deux lions léopardés de gueules, l'un sur l'autre. |
| Blason de Chanteix | Détails | Le statut officiel du blason reste à déterminer.                                                                                                |

| Blason de Chapelle-aux-Brocs (La) | Blason  | D'azur à trois étoiles à six rais d'or, au chef cousu de gueules chargé d'une croix d'argent.                                                                  |
| Blason de Chapelle-aux-Brocs (La) | Détails | * Il y a là non-respect de la règle de contrariété des couleurs : ces armes sont fautives (gueules sur azur). Le statut officiel du blason reste à déterminer. |

| Blason de Chapelle-aux-Saints (La) | Blason  | De gueules au lion d'argent armé, lampassé et couronné d'or, accompagné de treize besants d'argent posés en orle. |
| Blason de Chapelle-aux-Saints (La) | Détails | Le statut officiel du blason reste à déterminer.                                                                  |

| Blason de Chapelle-Saint-Géraud (La) | Blason  | D'argent à une palme de sinople mouvant d'un croissant d'azur et accompagnée de deux lions affrontés de gueules. |
| Blason de Chapelle-Saint-Géraud (La) | Détails | Le statut officiel du blason reste à déterminer.                                                                 |

| Blason de Chapelle-Spinasse | Blason  | D'azur au sautoir ondé d'or cantonné de quatre tours d'argent maçonnées de sable, au franc-canton échiqueté de gueules et d'or. |
| Blason de Chapelle-Spinasse | Détails | Le statut officiel du blason reste à déterminer.                                                                                |

| Blason de Chartrier-Ferrière | Blason  | Parti : au 1er mi-parti d'argent à l'aigle de gueules becquée, languée et membrée d'azur, au 2e coticé d'or et de gueules de douze pièces. |
| Blason de Chartrier-Ferrière | Détails | Le statut officiel du blason reste à déterminer.                                                                                           |

| Blason de Chastang (Le) | Blason  | D'azur à la main appaumée d'or, au franc-canton coticé d'or et de gueules de douze pièces. |
| Blason de Chastang (Le) | Détails | Le statut officiel du blason reste à déterminer.                                           |

| Blason de Chasteaux | Blason  | Burelé d'argent et d'azur à trois chevrons de gueules, le premier écimé, brochant sur la partition. |
| Blason de Chasteaux | Détails | Le statut officiel du blason reste à déterminer.                                                    |

| Blason de Chauffour-sur-Vell | Blason  | Parti : au 1er d'azur au pal d'argent accosté de deux bustes de même, au 2e d'azur à six burelles d'or. |
| Blason de Chauffour-sur-Vell | Détails | Le statut officiel du blason reste à déterminer.                                                        |

| Blason de Chaumeil | Blason  | Échiqueté : d'or et de gueules de quatre tires.  |
| Blason de Chaumeil | Détails | Le statut officiel du blason reste à déterminer. |

| Blason de Chavanac | Blason  | D'or à la dansarelle au naturel. |
| Blason de Chavanac | Détails | La Dansarelle est une statue du XVe siècle, représentant Salomé portant la tête de Saint Jean-Baptiste sur un plateau. Le statut officiel du blason reste à déterminer. |

| Blason de Chaveroche | Blason  | D'argent à la croix ancrée de gueules.           |
| Blason de Chaveroche | Détails | Le statut officiel du blason reste à déterminer. |

| Blason de Chenailler-Mascheix | Blason  | De gueules au chevron accompagné en chef de deux cœurs et en pointe d'un croissant, le tout d'argent. |
| Blason de Chenailler-Mascheix | Détails | Le statut officiel du blason reste à déterminer.                                                      |

| Blason de Chirac-Bellevue | Blason  | Écartelé : aux 1er et 4e de sable au lion d'or, aux 2e et 3e d'or à trois bandes de gueules. |
| Blason de Chirac-Bellevue | Détails | Le statut officiel du blason reste à déterminer.                                             |

| Blason de Clergoux | Blason  | D'azur au chevron d'or accompagné de trois palmes de même. |
| Blason de Clergoux | Détails | Le statut officiel du blason reste à déterminer.           |

| Blason de Collonges-la-Rouge | Blason  | D'azur à la bande d'argent, sur le tout coticé d'or et de gueules de douze pièces. |
| Blason de Collonges-la-Rouge | Détails | Le statut officiel du blason reste à déterminer.                                   |

| Blason de Combressol | Blason  | D'argent à la jumelle en bande de sinople, accompagnée de deux bandes de même, le tout bordé du même, sur le tout échiqueté d'or et de gueules bordé de sinople. |
| Blason de Combressol | Détails | Le statut officiel du blason reste à déterminer. |

| Blason de Concèze | Blason  | Écartelé de gueules et d'hermine.                |
| Blason de Concèze | Détails | Le statut officiel du blason reste à déterminer. |

| Blason de Condat-sur-Ganaveix | Blason  | D'azur à une étoile d'argent accompagnée de trois cœurs d'or. |
| Blason de Condat-sur-Ganaveix | Détails | Le statut officiel du blason reste à déterminer.              |

| Blason de Confolent-Port-Dieu | Blason  | De gueules semé de molettes d'or, au lion du même brochant sur le tout. |
| Blason de Confolent-Port-Dieu | Détails | Le statut officiel du blason reste à déterminer.                        |

| Blason de Cornil | Blason  | D'or à deux cors de chasse de gueules posés l'un sur l'autre.                  |
| Blason de Cornil | Détails | Cornil Armes parlantes (cor). Le statut officiel du blason reste à déterminer. |

| Blason de Corrèze | Blason  | D'argent à trois bandes ondées de sinople.       |
| Blason de Corrèze | Détails | Le statut officiel du blason reste à déterminer. |

| Blason de Cosnac | Blason  | D'argent semé de molettes de sable, au lion de même armé, lampassé et couronné de gueules brochant sur le tout. |
| Blason de Cosnac | Détails | Le statut officiel du blason reste à déterminer.                                                                |

| Blason de Couffy-sur-Sarsonne | Blason  | Fascé d'or et de gueules, au franc-quartier échiqueté de gueules et d'or. |
| Blason de Couffy-sur-Sarsonne | Détails | Le statut officiel du blason reste à déterminer.                          |

| Blason de Courteix | Blason  | D'or à une épée de gueules posée en bande, la pointe en bas, à un écusson du même à la croix d'argent brochant sur le tout. |
| Blason de Courteix | Détails | Le statut officiel du blason reste à déterminer.                                                                            |

| Blason de Cublac | Blason  | Coupé : au 1er d'azur à une épée d'argent, accompagnée de deux croissants aussi d'argent, au 2e d'or à l'arbre arraché de sinople. |
| Blason de Cublac | Détails | Le statut officiel du blason reste à déterminer.                                                                                   |

| Blason de Curemonte | Blason  | D'argent à trois jumelles en bande de gueules.   |
| Blason de Curemonte | Détails | Le statut officiel du blason reste à déterminer. |

## D
| Blason de Dampniat | Blason  | De sable à un mont de dix coupeaux d'or, au franc-canton coticé d'or et de gueules de douze pièces. |
| Blason de Dampniat | Détails | Le statut officiel du blason reste à déterminer.                                                    |

| Blason de Darazac | Blason  | De gueules à la bande d'or, au chef cousu d'azur chargé de trois étoiles du second.                                                                            |
| Blason de Darazac | Détails | * Il y a là non-respect de la règle de contrariété des couleurs : ces armes sont fautives (azur sur gueules). Le statut officiel du blason reste à déterminer. |

| Blason de Darnets | Blason  | Mi-parti : au 1er échiqueté d'argent et d'azur de huit tires, au 2e d'azur aux trois poissons d'argent posés en fasce et rangés en pal, le premier et le troisième contrenageant. |
| Blason de Darnets | Détails | Le statut officiel du blason reste à déterminer. |

| Blason de Davignac | Blason  | De gueules au cerf passant d'or.                 |
| Blason de Davignac | Détails | Le statut officiel du blason reste à déterminer. |

| Blason de Donzenac | Blason  | D'or à la gamade au naturel (fauvette à tête noire) portant dans son bec une brindille de sinople et volant en bande vers un nid du même posé à senestre de la pointe et où se trouvent ses gamadous de sable, au chef de France. |
| Blason de Donzenac | Détails | Le statut officiel du blason reste à déterminer. |

## E
| Blason de Égletons | Blason  | Échiqueté d'or et de gueules de huit tires. Devise / CriInania pello (Je rejette les choses vaines). |
| Blason de Égletons | Détails | Le statut officiel du blason reste à déterminer.                                                     |

| Blason de Église-aux-Bois (L') | Blason  | D'azur à trois bourdons de pèlerin d'or, celui en pointe surmonté d'une étoile d'argent. |
| Blason de Église-aux-Bois (L') | Détails | Le statut officiel du blason reste à déterminer.                                         |

| Blason de Espagnac | Blason  | D'azur à deux lions affrontés d'argent.          |
| Blason de Espagnac | Détails | Le statut officiel du blason reste à déterminer. |

| Blason de Espartignac | Blason  | D'azur à une crosse d'or mouvant d'une source d'argent jaillissant de la pointe, adextrée d'une épée basse posée en bande et coupant un manteau et senestrée d'un maillet posé en barre, le tout d'argent, au chef ondé d'or chargé d'un lion léopardé de gueules. |
| Blason de Espartignac | Détails | Création Jean-Claude Molinier. Adopté le 29 mai 2021. |

| Blason de Estivals | Blason  | D'or au sautoir de gueules accompagné en chef d'une étoile de même. |
| Blason de Estivals | Détails | Le statut officiel du blason reste à déterminer.                    |

| Blason de Estivaux | Blason  | Écartelé : aux 1er et 4e de gueules à la tour d'argent, aux 2e et 3e de gueules à la croix aiguisée d'argent cantonnée de quatre fleurs de lys d'or. |
| Blason de Estivaux | Détails | Armes des Dumas de Payzac. Blason voté le 24 mai 1981 à la suite de la proposition de l'héraldiste Robert Merceron.                                  |

| Blason de Eyburie | Blason  | Écartelé : au 1er de gueules au demi-vol contourné d'or, au 2e d'or à deux lions léopardés de gueules l'un au-dessus de l'autre, au 3e d'argent à deux fasces ondées d'azur, au 4e de sinople à la gerbe de blé d'or. |
| Blason de Eyburie | Détails | Création Jean-François Binon. Adopté le 3 octobre 2020. |

| Blason de Eygurande | Blason  | Écartelé : au 1er de gueules à trois bandes d'or, au 2e d'or à trois chevrons de sable, au 3e de gueules à trois étoiles d'or, au 4e d'argent au lion de gueules, sur le tout échiqueté d'or et de gueules de six tires. |
| Blason de Eygurande | Détails | Le statut officiel du blason reste à déterminer. |

| Blason de Eyrein | Blason  | Parti : au 1er d'argent à la bande d'azur accompagnée de six roses de gueules posées en orle, au 2e d'azur à la fasce d'or. |
| Blason de Eyrein | Détails | Le statut officiel du blason reste à déterminer.                                                                            |

## F
| Blason de Favars | Blason  | D'or à un plant de deux tiges de fèves de sinople, au franc-canton coticé de douze pièces d'or et de gueules. |
| Blason de Favars | Détails | Favars : Armes parlantes (fève). Le statut officiel du blason reste à déterminer.                             |

| Blason de Feyt | Blason  | Parti : au 1er d'azur besanté d'or, au 2e d'argent à la bande de gueules chargée de deux coquilles d'or posées à plomb. |
| Blason de Feyt | Détails | Le statut officiel du blason reste à déterminer.                                                                        |

| Blason de Forgès | Blason  | Parti : au 1er de sinople à trois fasces d'argent, au 2e de gueules à la croix d'argent remplie de sinople. |
| Blason de Forgès | Détails | Le statut officiel du blason reste à déterminer.                                                            |

## G
| Blason de Gimel-les-Cascades | Blason  | Burelé d'argent et d'azur, à la bande de gueules brochant sur le tout. |
| Blason de Gimel-les-Cascades | Détails | Adopté par la municipalité le 4 août 1978.                             |

| Blason de Goulles | Blason  | D'argent à trois bandes d'azur accompagnées de huit charbons de sable couchés et allumés de gueules ordonnés 2, 2, 2 et 2 |
| Blason de Goulles | Détails | Adopté le 5 novembre 1983                                                                                                 |

| Blason de Gourdon-Murat | Blason  | Écartelé : aux 1er et 4e fascés d'argent et de gueules de six pièces, les fasces d'argent chargées chacune de trois mouchetures d'hermine de sable, aux 2e et 3e d'azur à cinq fusées d'argent accolées et rangées en fasce. |
| Blason de Gourdon-Murat | Détails | Le statut officiel du blason reste à déterminer. |

| Blason de Grandsaigne | Blason  | D'azur au cor de chasse d'or surmonté d'une étoile d'argent et accompagné en pointe d'un soleil d'or à dextre et d'une lune d'argent à senestre. |
| Blason de Grandsaigne | Détails | Le statut officiel du blason reste à déterminer.                                                                                                 |

| Blason de Gros-Chastang | Blason  | Coupé : au 1er d'or à deux maillets de gueules posés en sautoir, au 2e de vair. |
| Blason de Gros-Chastang | Détails | Le statut officiel du blason reste à déterminer.                                |

| Blason de Gumond | Blason  | D'or à trois fasces ondées d'azur.               |
| Blason de Gumond | Détails | Le statut officiel du blason reste à déterminer. |

## H
| Blason de Hautefage | Blason  | D'azur au chevron d'argent surmonté d'une étoile de même et accompagné en pointe d'une montagne d'or de six coupeaux. |
| Blason de Hautefage | Détails | Le statut officiel du blason reste à déterminer.                                                                      |

## J
| Blason de Jardin (Le) | Blason  | Écartelé d'or et de gueules, sur le tout échiqueté de gueules et d'or. |
| Blason de Jardin (Le) | Détails | Le statut officiel du blason reste à déterminer.                       |

| Blason de Jugeals-Nazareth | Blason  | Écartelé : aux 1er et 4e d'azur à la fasce d'or accompagnée de trois étoiles, aux 2e et 3e d'azur au chevron accompagné en chef de deux étoiles et en pointe d'un lion, le tout d'or. |
| Blason de Jugeals-Nazareth | Détails | Le statut officiel du blason reste à déterminer. |

| Blason de Juillac | Blason  | Parti : au 1er de gueules au pal de vair, au 2e d'or à trois forces de sable. |
| Blason de Juillac | Détails | Le statut officiel du blason reste à déterminer.                              |

## L
| Blason de Lacelle | Blason  | D'argent à la croix de gueules, au franc-canton d'or à deux lions léopardés de gueules, l'un sur l'autre. |
| Blason de Lacelle | Détails | Le statut officiel du blason reste à déterminer.                                                          |

| Blason de Ladignac-sur-Rondelles | Blason  | D'azur au chevron d'or accompagné de trois gerbes de blé rangées en chef et en pointe d'un lion léopardé d'or, armé et lampassé de gueules. |
| Blason de Ladignac-sur-Rondelles | Détails | Le statut officiel du blason reste à déterminer.                                                                                            |

| Blason de Lafage-sur-Sombre | Blason  | D'azur à trois rocs d'échiquier d'or, au chef d'argent chargé d'un lévrier passant de sable. |
| Blason de Lafage-sur-Sombre | Détails | Le statut officiel du blason reste à déterminer.                                             |

| Blason de Lagarde-Enval | Blason  | D'azur au pal d'or accompagné de six étoiles du même, rangées en pal trois à dextre et trois à senestre; à la bande de gueules brochant sur le tout. |
| Blason de Lagarde-Enval | Détails | Le statut officiel du blason reste à déterminer. |

| Blason de Lagleygeolle | Blason  | De sable au lion d'argent armé, lampassé et couronné d'or. |
| Blason de Lagleygeolle | Détails | Le statut officiel du blason reste à déterminer.           |

| Blason de Lagraulière | Blason  | D'azur au lion d'argent armé et lampassé de gueules. |
| Blason de Lagraulière | Détails | Le statut officiel du blason reste à déterminer.     |

| Blason de Laguenne | Blason  | De gueules à la bande chevronnée de sable et d'argent de dix pièces, au franc-canton senestre échiqueté du champ et d'or. |
| Blason de Laguenne | Détails | Le statut officiel du blason reste à déterminer.                                                                          |

| Blason de Lamazière-Basse | Blason  | D'azur à trois bandes d'or.                      |
| Blason de Lamazière-Basse | Détails | Le statut officiel du blason reste à déterminer. |

| Blason de Lamazière-Haute | Blason  | De gueules à neuf macles d'or ordonnés 3, 3 et 3. |
| Blason de Lamazière-Haute | Détails | Le statut officiel du blason reste à déterminer.  |

| Blason de Lamongerie | Blason  | D'azur à deux chevrons d'or surmontés d'une fleur de lys de même et accompagnés de trois étoiles d'argent. |
| Blason de Lamongerie | Détails | Le statut officiel du blason reste à déterminer.                                                           |

| Blason de Lanteuil | Blason  | De gueules à quatre fasces d'or, au franc-quartier d'or au lion de gueules. |
| Blason de Lanteuil | Détails | Le statut officiel du blason reste à déterminer.                            |

| Blason de Lapleau | Blason  | De gueules à deux lions adossés d'or, accompagnés en chef d'un léopard d'argent. |
| Blason de Lapleau | Détails | Le statut officiel du blason reste à déterminer.                                 |

| Blason de Larche (Corrèze) | Blason  | Coupé : au 1er parti au I coticé d'or et de gueules de douze pièces, au II de gueules à la bande d'or, au 2e d'argent à la barque de sable sur une rivière d'azur. |
| Blason de Larche (Corrèze) | Détails | Armes des Turenne et des Noailles et une allusion à l'ancien passage Archasola[Quoi ?]. Le statut officiel du blason reste à déterminer.                           |

| Blason de Laroche-près-Feyt | Blason  | D'argent au chevron componné d'or et de gueules de huit pièces accompagné en chef de cinq roses de gueules ordonnées 3 et 2 et en pointe d'un mai (arbre) de sinople. |
| Blason de Laroche-près-Feyt | Détails | Le statut officiel du blason reste à déterminer. |

| Blason de Lascaux | Blason  | Écartelé : aux 1er et 4e d'azur à trois tours d'argent maçonnées de sable, au 2e d'azur à un dextrochère muni de son fanon et tenant une fleur de lys le tout d'argent, au 3e d'or à deux lions léopardés de gueules l'un sur l'autre. |
| Blason de Lascaux | Détails | Le statut officiel du blason reste à déterminer. |

| Blason de Latronche | Blason  | D'azur à trois pommes d'or, au franc-canton échiqueté de gueules et d'or. |
| Blason de Latronche | Détails | Le statut officiel du blason reste à déterminer.                          |

| Blason de Laval-sur-Luzège | Blason  | De gueules à l'épée d'argent posée en bande, la garde en bas, accostée de six roses de même, trois en chef et trois en pointe. |
| Blason de Laval-sur-Luzège | Détails | Le statut officiel du blason reste à déterminer.                                                                               |

| Blason de Lestards | Blason  | Écartelé : aux 1er et 4e d'argent à l'arbre arraché de sinople, fûté de sable, fruité de gueules et surmonté de trois étoiles du même rangées en chef, aux 2e et 3e d'azur à la tour d'argent maçonnée et ajourée de sable. |
| Blason de Lestards | Détails | Le statut officiel du blason reste à déterminer. |

| Blason de Liginiac | Blason  | D'azur à la tour d'argent ajourée et maçonnée de sable, accompagnée à dextre d'une étoile d'or et à senestre d'un croissant d'argent, au franc-canton échiqueté de gueules et d'or. |
| Blason de Liginiac | Détails | Le statut officiel du blason reste à déterminer. |

| Blason de Lignareix | Blason  | Écartelé : aux 1er et 4e d'argent à trois miroirs au naturel bordés de gueules, aux 2e et 3e d'azur à trois poissons d'argent nageant contre-nageant l'un sur l'autre. |
| Blason de Lignareix | Détails | Le statut officiel du blason reste à déterminer. |

| Blason de Ligneyrac | Blason  | D'argent à trois pals de gueules, au franc-canton coticé d'or et de gueules de douze pièces. |
| Blason de Ligneyrac | Détails | Le statut officiel du blason reste à déterminer.                                             |

| Blason de Liourdres | Blason  | D'argent à trois branches de genêt de sinople posées en pal et rangées en fasce. |
| Blason de Liourdres | Détails | Le statut officiel du blason reste à déterminer.                                 |

| Blason de Lissac-sur-Couze | Blason  | D'argent aux trois pals de gueules alésés en pointe mouvant d'une divise du même soutenant un chef d'azur chargé de trois étoiles d'or.                        |
| Blason de Lissac-sur-Couze | Détails | * Il y a là non-respect de la règle de contrariété des couleurs : ces armes sont fautives (azur sur gueules). Le statut officiel du blason reste à déterminer. |

| Blason de Lonzac (Le) | Blason  | D'azur à trois poissons d'argent nageant contre-nageant l'un sur l'autre. |
| Blason de Lonzac (Le) | Détails | Le statut officiel du blason reste à déterminer.                          |

| Blason de Lostanges | Blason  | D'argent au lion de gueules armé, lampassé et couronné d'azur, accompagné de cinq étoiles de gueules mises en orle. |
| Blason de Lostanges | Détails | Le statut officiel du blason reste à déterminer.                                                                    |

| Blason de Louignac | Blason  | De gueules à trois fasces de vair.               |
| Blason de Louignac | Détails | Le statut officiel du blason reste à déterminer. |

| Blason de Lubersac | Blason  | De gueules au loup passant d'or. |
| Blason de Lubersac | Détails | Adopté le 11/07/83               |

Pas d'information pour les communes suivantes :  Lagarde-Marc-la-Tour, Laguenne-sur-Avalouze

## M
| Blason de Madranges | Blason  | Parti : au 1er de gueules à trois fasces d'or, au chef cousu d'azur chargé de trois étoiles d'or, au 2e d'azur au lion d'or, armé et lampassé de gueules.      |
| Blason de Madranges | Détails | * Il y a là non-respect de la règle de contrariété des couleurs : ces armes sont fautives (asur sur gueules). Le statut officiel du blason reste à déterminer. |

| Blason de Malemort-sur-Corrèze | Blason  | Fascé d'argent et de gueules de six pièces, les fasces d'argent chargées de neuf quintefeuilles du même, ordonnées 4, 3 et 2. |
| Blason de Malemort-sur-Corrèze | Détails | Le statut officiel du blason reste à déterminer.                                                                              |

| Blason de Mansac | Blason  | D'argent au lion de gueules couronné du même, à la bordure d'azur chargée de huit besants du champ. |
| Blason de Mansac | Détails | Le statut officiel du blason reste à déterminer.                                                    |

| Blason de Marcillac-la-Croisille | Blason  | De sinople au chevron brisé d'argent accompagné en pointe d'une épée de même, garnie d'or, au chef cousu de gueules à trois étoiles d'or, à la bordure échiquetée de gueules et d'or. |
| Blason de Marcillac-la-Croisille | Détails | Le statut officiel du blason reste à déterminer. |

| Blason de Marcillac-la-Croze | Blason  | D'azur à la fasce d'argent accompagnée de trois étoiles d'or rangées en chef. |
| Blason de Marcillac-la-Croze | Détails | Le statut officiel du blason reste à déterminer.                              |

| Blason de Marc-la-Tour | Blason  | Parti : au 1er d'azur à trois étoiles d'or mises en pal, au 2e d'or à trois bandes de gueules. |
| Blason de Marc-la-Tour | Détails | Le statut officiel du blason reste à déterminer.                                               |

| Blason de Margerides | Blason  | D'argent au lion de gueules tenant de ses pattes avant une croix ancrée du même, au chef du même à trois étoiles du champ. |
| Blason de Margerides | Détails | Le statut officiel du blason reste à déterminer.                                                                           |

| Blason de Masseret | Blason  | De gueules, au franc-quartier d'or à trois lionceaux d'azur armés et lampassés de gueules. |
| Blason de Masseret | Détails | Le statut officiel du blason reste à déterminer.                                           |

| Blason de Maussac | Blason  | De gueules au chevron d'or accompagné de trois palmes de même, au franc-canton échiqueté du champ et du deuxième brochant sur le tout. |
| Blason de Maussac | Détails | Le statut officiel du blason reste à déterminer.                                                                                       |

| Blason de Meilhards | Blason  | D'or à trois pals de gueules chargés chacun de trois étoiles d'argent. |
| Blason de Meilhards | Détails | Le statut officiel du blason reste à déterminer.                       |

| Blason de Ménoire | Blason  | Écartelé : aux 1er et 4e palés d'argent et de gueules de six pièces, au chef fascé d'azur et d'or de six pièces, aux 2e et 3e d'azur à la fasce d'or accompagnée de trois étoiles d'argent. |
| Blason de Ménoire | Détails | Le statut officiel du blason reste à déterminer. |

| Blason de Mercœur | Blason  | D'azur au lion d'argent accompagné de treize besants d'or ordonnés en orle, au chef de même chargé de trois molettes de sable. |
| Blason de Mercœur | Détails | Le statut officiel du blason reste à déterminer.                                                                               |

| Blason de Merlines | Blason  | Écartelé : aux 1er et 4e d'azur à la porte d'or, la serrure et les bris d'huis de même, accompagnée de trois étoiles aussi d'or, aux 2e et 3e d'azur à une croix ancrée d'argent. |
| Blason de Merlines | Détails | Le statut officiel du blason reste à déterminer. |

| Blason de Mestes | Blason  | Écartelé : aux 1er et 4e d'or à la croix ancrée d'azur, aux 2e et 3e d'or à la bande de sable chargée de trois étoiles d'argent. |
| Blason de Mestes | Détails | Le statut officiel du blason reste à déterminer.                                                                                 |

| Blason de Meymac | Blason  | D'azur à trois pals ondés d'argent.              |
| Blason de Meymac | Détails | Le statut officiel du blason reste à déterminer. |

| Blason de Meyrignac-l'Église | Blason  | D'argent à un arbre de sinople sur une terrasse isolée de même, un lion de gueules passant devant le fût de l'arbre. |
| Blason de Meyrignac-l'Église | Détails | Différences entre dessin et blasonnement : terrasse isolée. Le statut officiel du blason reste à déterminer.         |

| Blason de Meyssac | Blason  | D'or à trois fasces ondées de gueules, au chef d'azur à trois étoiles d'or. |
| Blason de Meyssac | Détails | Le statut officiel du blason reste à déterminer.                            |

| Blason de Millevaches | Blason  | Coupé : au 1er de gueules à la lettre M romaine d'argent, au 2e de sinople à une vache d'or accornée et onglée de sable. |
| Blason de Millevaches | Détails | Armes parlantes. Le statut officiel du blason reste à déterminer.                                                        |

| Blason de Monceaux-sur-Dordogne | Blason  | D'azur à trois fasces d'or.                      |
| Blason de Monceaux-sur-Dordogne | Détails | Le statut officiel du blason reste à déterminer. |

| Blason de Monestier-Merlines | Blason  | D'argent au lion de sable armé et lampassé de gueules et couronné d'or. |
| Blason de Monestier-Merlines | Détails | Le statut officiel du blason reste à déterminer.                        |

| Blason de Monestier-Port-Dieu | Blason  | D'argent à la fasce de gueules accompagnée de six merlettes de sable, trois en chef et trois en pointe. |
| Blason de Monestier-Port-Dieu | Détails | Le statut officiel du blason reste à déterminer.                                                        |

| Blason de Montaignac-Saint-Hippolyte | Blason  | De sable au sautoir d'argent cantonné de quatre molettes d'or, au franc-canton échiqueté de gueules et d'or. |
| Blason de Montaignac-Saint-Hippolyte | Détails | Le statut officiel du blason reste à déterminer.                                                             |

| Blason de Montgibaud | Blason  | D'argent à un laurier de sinople mouvant d'un croissant de sable. |
| Blason de Montgibaud | Détails | Le statut officiel du blason reste à déterminer.                  |

| Blason de Moustier-Ventadour | Blason  | Échiqueté de gueules et d'or.                    |
| Blason de Moustier-Ventadour | Détails | Le statut officiel du blason reste à déterminer. |

Pas d'information pour les communes suivantes : Malemort, Montaignac-sur-Doustre

## N
| Blason de Naves | Blason  | D'argent au lion de sable armé, lampassé et couronné de gueules. |
| Blason de Naves | Détails | Le statut officiel du blason reste à déterminer.                 |

| Blason de Nespouls | Blason  | D'azur au lion d'or armé, lampassé et couronné de gueules, tenant dans sa patte dextre une épée d'argent. |
| Blason de Nespouls | Détails | Blason adopté en 1983 (armes des Nicolas de la Coste) et utilisé par la commune pour sa communication.    |

| Blason de Neuvic | Blason  | D'argent à trois bandes ondées de gueules.       |
| Blason de Neuvic | Détails | Le statut officiel du blason reste à déterminer. |

| Blason de Neuville | Blason  | De gueules à la croix d'argent remplie de sinople. |
| Blason de Neuville | Détails | Le statut officiel du blason reste à déterminer.   |

| Blason de Noailhac | Blason  | Parti : au 1er d'or à trois bandes de sinople, au 2e coupé au I d'or à une main de gueules, au II d'azur à trois tours d'argent maçonnées de sable. |
| Blason de Noailhac | Détails | Le statut officiel du blason reste à déterminer. |

| Blason de Noailles | Blason  | De gueules à la bande d'or.                      |
| Blason de Noailles | Détails | Le statut officiel du blason reste à déterminer. |

| Blason de Nonards | Blason  | Parti : au 1er de gueules au chevron accompagné en chef de deux cœurs et en pointe d'un croissant, le tout d'argent, au 2e de gueules à la bande d'or. |
| Blason de Nonards | Détails | Le statut officiel du blason reste à déterminer. |

## O
| Blason de Objat | Blason  | D'argent à trois fasces de gueules, au franc-quartier du champ au roc d'échiquier du second. |
| Blason de Objat | Détails | Le statut officiel du blason reste à déterminer.                                             |

| Blason de Orgnac-sur-Vézère | Blason  | D'or à deux lions léopardés de gueules l'un sur l'autre. |
| Blason de Orgnac-sur-Vézère | Détails | Armes de la vicomté de Comborn dont le château se situe sur la commune d'Orgnac-sur-Vézère. Armoiries adoptées officiellement par décision du conseil municipal le 25 novembre 1979 et utilisées par la commune pour sa communication. |

| Blason de Orliac-de-Bar | Blason  | Écartelé : aux 1er et 4e d'argent au lion de gueules, au 2e d'azur treillissé d'or de quatre pièces, clouté de même, au 3e de gueules à trois besants d'or. |
| Blason de Orliac-de-Bar | Détails | Le statut officiel du blason reste à déterminer. |

## P
| Blason de Palazinges | Blason  | De gueules au chevron d'or accompagné en pointe d'un chêne de même sur une terrasse d'argent, au chef cousu d'azur à un croissant d'argent accompagné de deux étoiles de même. |
| Blason de Palazinges | Détails | * Il y a là non-respect de la règle de contrariété des couleurs : ces armes sont fautives (azur sur gueules). Le statut officiel du blason reste à déterminer.                 |

| Blason de Palisse | Blason  | Écartelé : aux 1er et 4e contre-écartelés d'or et de gueules, aux 2e et 3e d'or à trois lionceaux de gueules. |
| Blason de Palisse | Détails | Le statut officiel du blason reste à déterminer.                                                              |

| Blason de Pandrignes | Blason  | D'azur à la fasce d'or accompagnée en chef d'une étoile d'argent. |
| Blason de Pandrignes | Détails | Le statut officiel du blason reste à déterminer.                  |

| Blason de Péret-Bel-Air | Blason  | De gueules au chevron d'or traversé par un poisson d'argent et accompagné de trois coquilles de même. |
| Blason de Péret-Bel-Air | Détails | Le statut officiel du blason reste à déterminer.                                                      |

| Blason de Pérols-sur-Vézère | Blason  | D'or à un écureuil de gueules grimpant sur une branche de sinople posée en bande, feuillée et fruitée de même. |
| Blason de Pérols-sur-Vézère | Détails | Le statut officiel du blason reste à déterminer.                                                               |

| Blason de Perpezac-le-Blanc | Blason  | D'argent au lion de gueules couronné de même.    |
| Blason de Perpezac-le-Blanc | Détails | Le statut officiel du blason reste à déterminer. |

| Blason de Perpezac-le-Noir | Blason  | D'azur au chevron d'or accompagné de trois coquilles de même, sur le tout d'or à deux lions léopardés de gueules l'un sur l'autre. |
| Blason de Perpezac-le-Noir | Détails | Le statut officiel du blason reste à déterminer.                                                                                   |

| Blason de Pescher (Le) | Blason  | Parti : au 1er d'or à trois corbeaux de sable, au 2e de sinople à trois fasces d'argent, à la dentelure de même en chef. |
| Blason de Pescher (Le) | Détails | Le statut officiel du blason reste à déterminer.                                                                         |

| Blason de Peyrissac | Blason  | D'azur à deux lions d'or armés et lampassés de gueules. |
| Blason de Peyrissac | Détails | Le statut officiel du blason reste à déterminer.        |

| Blason de Pierrefitte | Blason  | De gueules à la fasce d'argent.                  |
| Blason de Pierrefitte | Détails | Le statut officiel du blason reste à déterminer. |

| Blason de Pradines | Blason  | D'azur au lion d'argent.                         |
| Blason de Pradines | Détails | Le statut officiel du blason reste à déterminer. |

| Blason de Puy-d'Arnac | Blason  | D'azur à la bande d'or chargée de trois mouchetures d'hermine de sable, accompagnée de deux croisettes d'or et surmontée de trois burelles ondées d'argent. |
| Blason de Puy-d'Arnac | Détails | Le statut officiel du blason reste à déterminer. |

Pas de blason connu pour :  Peyrelevade

## Q
| Blason de Queyssac-les-Vignes | Blason  | Écartelé : aux 1er et 4e d'azur à deux cors de chasse d'or, liés et virolés de gueules l'un sur l'autre, aux 2e et 3e bandés d'argent et de gueules. |
| Blason de Queyssac-les-Vignes | Détails | Le statut officiel du blason reste à déterminer. |

## R
| Blason de Reygade | Blason  | Parti : au 1er de gueules à la gerbe de blé d'or soutenue d'un croissant d'argent, au chef d'azur chargé d'une étoile d'or, au 2e d'azur à la bande d'argent, au chef de même chargé de trois étoiles de gueules. |
| Blason de Reygade | Détails | * Il y a là non-respect de la règle de contrariété des couleurs : ces armes sont fautives (azur sur gueules). Le statut officiel du blason reste à déterminer.                                                    |

| Blason de Rilhac-Treignac | Blason  | Parti : au 1er d'azur à trois bandes d'or, au 2e d'or à trois coquilles de sinople. |
| Blason de Rilhac-Treignac | Détails | Le statut officiel du blason reste à déterminer.                                    |

| Blason de Rilhac-Xaintrie | Blason  | D'argent à sept vergettes de gueules.            |
| Blason de Rilhac-Xaintrie | Détails | Le statut officiel du blason reste à déterminer. |

| Blason de Roche-Canillac (La) | Blason  | Parti : au 1er de gueules à trois fasces ondées d'argent, au 2e d'azur au lévrier rampant d'argent, armé et colleté de gueules, à la bordure denticulée d'argent. |
| Blason de Roche-Canillac (La) | Détails | Le statut officiel du blason reste à déterminer. |

| Blason de Roche-le-Peyroux | Blason  | D'azur à la croix d'or chargée en cœur d'un croissant de gueules. |
| Blason de Roche-le-Peyroux | Détails | Le statut officiel du blason reste à déterminer.                  |

| Blason de Rosiers-d'Égletons | Blason  | D'argent à la barre d'azur accompagnée de six roses de gueules mises en orle.                 |
| Blason de Rosiers-d'Égletons | Détails | Rosiers-d’Égletons : Armes parlantes (rose). Le statut officiel du blason reste à déterminer. |

| Blason de Rosiers-de-Juillac | Blason  | D'azur au lion d'or couronné de même, au franc-canton d'or à deux lions léopardés de gueules l'un sur l'autre. |
| Blason de Rosiers-de-Juillac | Détails | Le statut officiel du blason reste à déterminer.                                                               |

## S
| Blason de Sadroc | Blason  | D'azur à trois étoiles d'or rangées en pal.      |
| Blason de Sadroc | Détails | Le statut officiel du blason reste à déterminer. |

| Blason de Saillac | Blason  | D'or à la rose de gueules.                       |
| Blason de Saillac | Détails | Le statut officiel du blason reste à déterminer. |

| Blason de Saint-Angel | Blason  | Écartelé : aux 1er et 4e d'or au lion de sable, au chef d'azur chargé d'une étoile d'argent accompagnée de deux coquilles de même, aux 2e et 3e d'argent à la bande de gueules accompagnée de cinq roses du même, trois en chef et deux en pointe. |
| Blason de Saint-Angel | Détails | Le statut officiel du blason reste à déterminer. |

| Blason de Saint-Augustin | Blason  | Écartelé : aux 1er et 4e d'azur au phénix d'or, sur son immortalité de gueules, regardant un soleil d'or issant du canton dextre du chef, aux 2e et 3e d'argent à un arbre arraché de sinople, sommé d'une colombe de gueules, au chef d'azur chargé de trois étoiles d'or. |
| Blason de Saint-Augustin | Détails | Le statut officiel du blason reste à déterminer. |

| Blason de Saint-Aulaire | Blason  | Parti : au 1er mi-parti de gueules à trois accouples de chien d'argent mises en pal liées d'azur ; au 2e d'or à deux pattes de griffons de gueules armées d'azur l'une sur l'autre. |
| Blason de Saint-Aulaire | Détails | Le statut officiel du blason reste à déterminer. |

| Blason de Saint-Bazile-de-la-Roche | Blason  | D'azur au lion d'or, armé, lampassé et couronné de gueules. |
| Blason de Saint-Bazile-de-la-Roche | Détails | Le statut officiel du blason reste à déterminer.            |

| Blason de Saint-Bazile-de-Meyssac | Blason  | Écartelé : aux 1er et 4e d'azur au chevron d'argent accompagné de trois étoiles d'or, aux 2e et 3e burelés d'argent et d'azur de dix pièces, à la bande de gueules brochant. |
| Blason de Saint-Bazile-de-Meyssac | Détails | Le statut officiel du blason reste à déterminer. |

| Blason de Saint-Bonnet-Avalouze | Blason  | Parti : au 1er d'azur au rais d'escarboucle d'or allumé de gueules, au 2e d'azur à trois tours d'argent maçonnées de sable. |
| Blason de Saint-Bonnet-Avalouze | Détails | Le statut officiel du blason reste à déterminer.                                                                            |

| Blason de Saint-Bonnet-Elvert | Blason  | Écartelé : aux 1er et 4e de sinople à trois fasces d'argent, aux 2e et 3e de gueules à trois fasces ondées d'argent. |
| Blason de Saint-Bonnet-Elvert | Détails | Le statut officiel du blason reste à déterminer.                                                                     |

| Blason de Saint-Bonnet-la-Rivière | Blason  | D'azur à deux braques d'argent l'un sur l'autre. |
| Blason de Saint-Bonnet-la-Rivière | Détails | Le statut officiel du blason reste à déterminer. |

| Blason de Saint-Bonnet-l'Enfantier | Blason  | Écartelé : aux 1er et 4e d'azur à trois fasces d'or, aux 2e et 3e de gueules à trois chevrons d'or, sur le tout d'or à deux lions léopardés de gueules l'un sur l'autre. |
| Blason de Saint-Bonnet-l'Enfantier | Détails | Le statut officiel du blason reste à déterminer. |

| Blason de Saint-Bonnet-les-Tours-de-Merle | Blason  | D'argent à la bande de gueules accompagnée de six flanchis du même posés en orle. |
| Blason de Saint-Bonnet-les-Tours-de-Merle | Détails | Le statut officiel du blason reste à déterminer.                                  |

| Blason de Saint-Bonnet-près-Bort | Blason  | D'azur étoilé d'argent, au lion du même brochant. |
| Blason de Saint-Bonnet-près-Bort | Détails | Le statut officiel du blason reste à déterminer.  |

| Blason de Saint-Cernin-de-Larche | Blason  | D'argent à trois mouchetures d'hermine de sable, au franc-canton coticé d'or et de gueules de douze pièces brochant. |
| Blason de Saint-Cernin-de-Larche | Détails | Le statut officiel du blason reste à déterminer.                                                                     |

| Blason de Saint-Chamant | Blason  | De sinople à trois fasces d'argent.              |
| Blason de Saint-Chamant | Détails | Le statut officiel du blason reste à déterminer. |

| Blason de Saint-Cirgues-la-Loutre | Blason  | D'or à une loutre de sable allumée du champ, frappée d'un marteau de gueules, au chef du même chargé d'une tour d'argent, maçonnée de sable, ouverte et ajourée du troisième, accostée de deux merlettes du champ. |
| Blason de Saint-Cirgues-la-Loutre | Détails | Armes parlantes. Le statut officiel du blason reste à déterminer. |

| Blason de Saint-Clément | Blason  | D'argent au genêt de sinople, au chef d'azur chargé de deux étoiles d'or. |
| Blason de Saint-Clément | Détails | Le statut officiel du blason reste à déterminer.                          |

| Blason de Saint-Cyprien | Blason  | Écartelé : aux 1er et 4e d'or au lion de gueules, aux 2e et 3e d'azur à l'épée d'argent garnie d'or. |
| Blason de Saint-Cyprien | Détails | Le statut officiel du blason reste à déterminer.                                                     |

| Blason de Saint-Cyr-la-Roche | Blason  | D'azur au lion d'or accompagné à senestre d'une épée d'argent garnie du second, au franc-canton sénestre du champ à trois tours d'argent maçonnées de sable. |
| Blason de Saint-Cyr-la-Roche | Détails | Le statut officiel du blason reste à déterminer. |

| Blason de Saint-Dézery | Blason  | D'azur au sautoir d'argent cantonné en chef d'une étoile, à dextre d'un arbre, à senestre d'un lion et en pointe d'un croissant, le tout d'or. |
| Blason de Saint-Dézery | Détails | Armes de la famille Andrieu de la Mazière. Adopté le 19 septembre 1986.                                                                        |

| Blason de Saint-Éloy-les-Tuileries | Blason  | Écartelé : aux 1er et 4e de gueules à la tour d'argent maçonnée de sable, aux 2e et 3e d'or à trois bandes de sinople.                        |
| Blason de Saint-Éloy-les-Tuileries | Détails | Partition en écartelé des armes des Dumas et des Salagnac. Blason voté le 19 septembre 1986, sur proposition de l'héraldiste Robert Merceron. |

| Blason de Saint-Étienne-aux-Clos | Blason  | De gueules à la tour d'argent maçonnée et ajourée de sable, sommée de deux tourelles de même et soutenue de deux troncs d'arbres écotés posés en sautoir. |
| Blason de Saint-Étienne-aux-Clos | Détails | Le statut officiel du blason reste à déterminer. |

| Blason de Saint-Étienne-la-Geneste | Blason  | D'azur au chevron d'or surmonté d'un croissant d'argent et accompagné en chef de deux étoiles d'or et en pointe d'un cygne d'argent becqué et membré de gueules. |
| Blason de Saint-Étienne-la-Geneste | Détails | Le statut officiel du blason reste à déterminer. |

| Blason de Saint-Exupéry-les-Roches | Blason  | D'or au château de gueules donjonné de trois tours de même, à deux haches d'azur posées entre les tours. |
| Blason de Saint-Exupéry-les-Roches | Détails | Le statut officiel du blason reste à déterminer.                                                         |

| Blason de Saint-Fréjoux | Blason  | D'azur à la rose d'argent accompagnée en chef de deux étoiles d'or. |
| Blason de Saint-Fréjoux | Détails | Le statut officiel du blason reste à déterminer.                    |

| Blason de Saint-Geniez-ô-Merle | Blason  | D'or semé de merlettes de sable, à la tour de gueules maçonnée de sable, ouverte et ajourée du champ brochant sur le tout. |
| Blason de Saint-Geniez-ô-Merle | Détails | Saint-Geniez-ô-Merle : Armes parlantes (merlette). Le statut officiel du blason reste à déterminer.                        |

| Blason de Saint-Germain-Lavolps | Blason  | Écartelé : aux 1er et 4e d'azur à la porte d'or, la serrure et les bris d'huis de même, accompagnée de trois étoiles du même, aux 2e et 3e fascés d'or et de gueules. |
| Blason de Saint-Germain-Lavolps | Détails | Le statut officiel du blason reste à déterminer. |

| Blason de Saint-Germain-les-Vergnes | Blason  | D'or au lion de gueules, au franc-canton senestre d'or à deux lions léopardés de gueules l'un sur l'autre. |
| Blason de Saint-Germain-les-Vergnes | Détails | Adopté par délibération du conseil municipal le 30 septembre 1977.                                         |

| Blason de Saint-Hilaire-Foissac | Blason  | De gueules au loup passant d'argent, au chef cousu d'azur chargé d'un croissant d'or accompagné de deux étoiles d'argent.                                      |
| Blason de Saint-Hilaire-Foissac | Détails | * Il y a là non-respect de la règle de contrariété des couleurs : ces armes sont fautives (azur sur gueules). Le statut officiel du blason reste à déterminer. |

| Blason de Saint-Hilaire-les-Courbes | Blason  | De sable à trois merlettes d'argent.             |
| Blason de Saint-Hilaire-les-Courbes | Détails | Le statut officiel du blason reste à déterminer. |

| Blason de Saint-Hilaire-Luc | Blason  | De gueules au chef d'or chargé de trois fleurs de lys d'azur. |
| Blason de Saint-Hilaire-Luc | Détails | Le statut officiel du blason reste à déterminer.              |

| Blason de Saint-Hilaire-Peyroux | Blason  | D'azur à trois arbres d'argent, au franc-canton coticé d'or et de gueules de douze pièces. |
| Blason de Saint-Hilaire-Peyroux | Détails | Le statut officiel du blason reste à déterminer.                                           |

| Blason de Saint-Hilaire-Taurieux | Blason  | De gueules à trois lionceaux d'or.               |
| Blason de Saint-Hilaire-Taurieux | Détails | Le statut officiel du blason reste à déterminer. |

| Blason de Saint-Jal | Blason  | Écartelé : aux 1er et 4e burelés d'argent et d'azur de dix pièces, à la bande de gueules brochant, aux 2e et 3e de gueules à la bande d'or accompagnée de six étoiles de même mises en orle. |
| Blason de Saint-Jal | Détails | Le statut officiel du blason reste à déterminer. |

| Blason de Saint-Julien-aux-Bois | Blason  | De gueules au chevron d'or accompagné de deux croisettes de même, une en chef l'autre en pointe. |
| Blason de Saint-Julien-aux-Bois | Détails | Le statut officiel du blason reste à déterminer.                                                 |

| Blason de Saint-Julien-le-Pèlerin | Blason  | D'argent à l'arbre arraché de sinople, au chef d'azur chargé d'un croissant d'argent accosté de deux étoiles d'or. |
| Blason de Saint-Julien-le-Pèlerin | Détails | Le statut officiel du blason reste à déterminer.                                                                   |

| Blason de Saint-Julien-le-Vendômois | Blason  | Écartelé : aux 1er et 4e de gueules au pal de vair, aux 2e et 3e contre-écartelés aux I et IV fascés d'argent et d'azur de quatre pièces, aux II et III de gueules plain. |
| Blason de Saint-Julien-le-Vendômois | Détails | Le statut officiel du blason reste à déterminer. |

| Blason de Saint-Julien-Maumont | Blason  | D'azur au chevron d'argent accompagné de trois étoiles d'or, au franc-canton coticé d'or et de gueules de douze pièces. |
| Blason de Saint-Julien-Maumont | Détails | Le statut officiel du blason reste à déterminer.                                                                        |

| Blason de Saint-Julien-près-Bort | Blason  | D'azur à l'aigle d'argent soutenue de deux triangles vidés et entrelacés d'argent. |
| Blason de Saint-Julien-près-Bort | Détails | Le statut officiel du blason reste à déterminer.                                   |

| Blason de Saint-Martial-de-Gimel | Blason  | De gueules à deux triangles vidés et entrelacés d'or, au chef cousu d'azur chargé de deux étoiles d'or.                                                        |
| Blason de Saint-Martial-de-Gimel | Détails | * Il y a là non-respect de la règle de contrariété des couleurs : ces armes sont fautives (azur sur gueules). Le statut officiel du blason reste à déterminer. |

| Blason de Saint-Martial-Entraygues | Blason  | D'argent au lion de gueules, à la bordure de sable chargée de huit besants d'or. |
| Blason de Saint-Martial-Entraygues | Détails | Le statut officiel du blason reste à déterminer.                                 |

| Blason de Saint-Martin-la-Méanne | Blason  | D'azur mantelé de gueules maçonné d'or, au chevron d'or brochant sur la partition et accompagné en pointe d'un chabot d'argent, au chef de sinople chargé de deux pommes d'argent. |
| Blason de Saint-Martin-la-Méanne | Détails | * Il y a là non-respect de la règle de contrariété des couleurs : ces armes sont fautives (sinople sur gueules). Le statut officiel du blason reste à déterminer.                  |

| Blason de Saint-Martin-Sepert | Blason  | D'azur à l'arbre posé sur une terrasse, adextré d'un lion contourné rampant contre l'arbre et senestré d'un bouquet de trois roses d'argent mouvant de la terrasse, le tout d'argent, accompagné en chef d'un croissant d'or accosté de deux étoiles du même. |
| Blason de Saint-Martin-Sepert | Détails | Le statut officiel du blason reste à déterminer. |

| Blason de Saint-Merd-les-Oussines | Blason  | Écartelé : aux 1er et 4e d'or à un arbousier de sinople, à la bordure denchée de gueules, aux 2e et 3e de gueules à la colombe d'argent fondant en barre, au chef d'or plain, sur le tout d'azur à trois molettes d'or, au bâton de gueules péri en bande. |
| Blason de Saint-Merd-les-Oussines | Détails | Le statut officiel du blason reste à déterminer. |

| Blason de Saint-Mexant | Blason  | De sable à trois fasces ondées d'or, au franc-canton de même à deux lions léopardés de gueules l'un sur l'autre. |
| Blason de Saint-Mexant | Détails | Le statut officiel du blason reste à déterminer.                                                                 |

| Blason de Saint-Pantaléon-de-Lapleau | Blason  | D'azur au lion d'or couronné de même.            |
| Blason de Saint-Pantaléon-de-Lapleau | Détails | Le statut officiel du blason reste à déterminer. |

| Blason de Saint-Pantaléon-de-Larche | Blason  | Écartelé : aux 1er et 4e d'azur au lion contourné d'argent, aux 2e et 3e d'or, au pal du 1er chargé de deux étoiles du champ. |
| Blason de Saint-Pantaléon-de-Larche | Détails | Le statut officiel du blason reste à déterminer.                                                                              |

| Blason de Saint-Pardoux-Corbier | Blason  | De gueules à la bande d'or accompagnée de six étoiles d'or posées en orle. |
| Blason de Saint-Pardoux-Corbier | Détails | Le statut officiel du blason reste à déterminer.                           |

| Blason de Saint-Pardoux-la-Croisille | Blason  | De gueules à trois bandes d'or.                  |
| Blason de Saint-Pardoux-la-Croisille | Détails | Le statut officiel du blason reste à déterminer. |

| Blason de Saint-Pardoux-le-Neuf | Blason  | Écartelé : aux 1er et 4e d'azur à la main appaumée d'or, au chef cousu de gueules chargé de deux croissants d'argent, aux 2e et 3e de gueules au chef d'or chargé de trois fleurs de lys d'azur. |
| Blason de Saint-Pardoux-le-Neuf | Détails | * Il y a là non-respect de la règle de contrariété des couleurs : ces armes sont fautives (gueules sur azur). Le statut officiel du blason reste à déterminer.                                   |

| Blason de Saint-Pardoux-le-Vieux | Blason  | Parti : au 1er d'azur au lion d'or lampassé de gueules, à la fasce de même brochant, au 2e coupé au I d'azur au massacre de cerf d'or, au II d'argent à la fleur de lys de gueules. |
| Blason de Saint-Pardoux-le-Vieux | Détails | Le statut officiel du blason reste à déterminer. |

| Blason de Saint-Pardoux-l'Ortigier | Blason  | Écartelé : aux 1er et 4e de gueules au chef cousu d'azur à trois molettes d'or, aux 2e et 3e d'azur à la bande d'or accompagnée de six étoiles de même posées en orle. |
| Blason de Saint-Pardoux-l'Ortigier | Détails | * Il y a là non-respect de la règle de contrariété des couleurs : ces armes sont fautives (azur sur gueules). Le statut officiel du blason reste à déterminer.         |

| Blason de Saint-Paul | Blason  | D'azur au chef d'argent chargé de deux merlettes de sable. |
| Blason de Saint-Paul | Détails | Le statut officiel du blason reste à déterminer.           |

| Blason de Saint-Priest-de-Gimel | Blason  | D'azur à la fasce d'or chargée d'un tourteau de gueules, accompagnée en chef de deux roses d'argent et en pointe d'un cœur du même. |
| Blason de Saint-Priest-de-Gimel | Détails | Le statut officiel du blason reste à déterminer.                                                                                    |

| Blason de Saint-Privat | Blason  | D'or au lion de gueules, au chef d'azur chargé de trois étoiles du champ. |
| Blason de Saint-Privat | Détails | Le statut officiel du blason reste à déterminer.                          |

| Blason de Saint-Rémy | Blason  | De sable au lion d'or armé, lampassé et couronné de gueules, au chef cousu de gueules à trois étoiles d'argent.                                                 |
| Blason de Saint-Rémy | Détails | * Il y a là non-respect de la règle de contrariété des couleurs : ces armes sont fautives (gueules sur sable). Le statut officiel du blason reste à déterminer. |

| Blason de Saint-Robert | Blason  | Écartelé : aux 1er et 4e de sable au lion d'or, aux 2e et 3e de gueules à la tour d'or maçonnée de sable. |
| Blason de Saint-Robert | Détails | Le statut officiel du blason reste à déterminer.                                                          |

| Blason de Saint-Salvadour | Blason  | De gueules à la tour d'or maçonnée de sable, au franc-canton d'or à deux lions léopardés de gueules l'un sur l'autre. |
| Blason de Saint-Salvadour | Détails | Le statut officiel du blason reste à déterminer.                                                                      |

| Blason de Saint-Setiers | Blason  | Écartelé : au 1er d'hermine à la bordure de gueules, au 2e de même au socle d'argent maçonné de sable, surmonté d'un croix latine d'argent et posé à l'angle dextre du chef, à la bande ondée d'azur naissant de la base du socle, au 3e d'or à la branche de bruyère de sinople, au 4e de sinople au mouton paissant d'argent. |
| Blason de Saint-Setiers | Détails | * Il y a là non-respect de la règle de contrariété des couleurs : ces armes sont fautives (azur sur gueules). Le statut officiel du blason reste à déterminer. |

| Blason de Saint-Sornin-Lavolps | Blason  | De gueules au renard rampant d'or, au franc-canton senestre d'azur à trois demi-vols d'argent.                                                                 |
| Blason de Saint-Sornin-Lavolps | Détails | * Il y a là non-respect de la règle de contrariété des couleurs : ces armes sont fautives (azur sur gueules). Le statut officiel du blason reste à déterminer. |

| Blason de Saint-Sulpice-les-Bois | Blason  | D'or à la croix ancrée d'azur, au franc-canton échiqueté de gueules et d'or. |
| Blason de Saint-Sulpice-les-Bois | Détails | Le statut officiel du blason reste à déterminer.                             |

| Blason de Saint-Sylvain | Blason  | D'azur à un cygne d'argent nageant sur une onde de même, au chef cousu de gueules à trois étoiles d'or.                                                        |
| Blason de Saint-Sylvain | Détails | * Il y a là non-respect de la règle de contrariété des couleurs : ces armes sont fautives (gueules sur azur). Le statut officiel du blason reste à déterminer. |

| Blason de Saint-Viance | Blason  | Écartelé : aux 1er et 4e d'azur au cor de chasse d'or accompagné de trois étoiles de même posées 2 et 1, aux 2e et 3e burelés d'or et d'azur de huit pièces. |
| Blason de Saint-Viance | Détails | Le statut officiel du blason reste à déterminer. |

| Blason de Saint-Victour | Blason  | D'azur à cinq fusées d'argent accolées et posées en fasce. |
| Blason de Saint-Victour | Détails | Le statut officiel du blason reste à déterminer.           |

| Blason de Saint-Ybard | Blason  | De gueules au pal de vair, au lambel de cinq pendants d'argent. |
| Blason de Saint-Ybard | Détails | Le statut officiel du blason reste à déterminer.                |

| Blason de Saint-Yrieix-le-Déjalat | Blason  | De gueules à la bande d'or, au franc-quartier échiqueté de gueules et d'or brochant. |
| Blason de Saint-Yrieix-le-Déjalat | Détails | Le statut officiel du blason reste à déterminer.                                     |

| Blason de Sainte-Féréole | Blason  | D'argent à trois pals de gueules, au chef d'azur chargé de trois étoiles d'or. |
| Blason de Sainte-Féréole | Détails | Le statut officiel du blason reste à déterminer.                               |

| Blason de Sainte-Fortunade | Blason  | Parti : au 1er d'azur à trois rocs d'échiquier d'or, au 2e d'or au lion de sable couronné de même, armé et lampassé de gueules. |
| Blason de Sainte-Fortunade | Détails | Le statut officiel du blason reste à déterminer.                                                                                |

| Blason de Sainte-Marie-Lapanouze | Blason  | D'argent au lion léopardé de gueules, soutenu de trois fasces de même. |
| Blason de Sainte-Marie-Lapanouze | Détails | Le statut officiel du blason reste à déterminer.                       |

| Blason de Salon-la-Tour | Blason  | D'azur à une tour d'argent maçonnée de sable, au franc-canton d'or à trois lionceaux d'azur, armés et lampassés de gueules. |
| Blason de Salon-la-Tour | Détails | Armes parlantes. Le statut officiel du blason reste à déterminer.                                                           |

| Blason de Sarran | Blason  | Écartelé : aux 1er et 4e de gueules à la bande d'or, aux 2e et 3e d'azur au lion du second. |
| Blason de Sarran | Détails | Le statut officiel du blason reste à déterminer.                                            |

| Blason de Segonzac | Blason  | Parti d'or et de gueules à la vergette de sinople brochant sur la partition, au chef bastillé coupé de gueules et d'azur sur le tout. |
| Blason de Segonzac | Détails | Le statut officiel du blason reste à déterminer.                                                                                      |

| Blason de Ségur-le-Château | Blason  | Écartelé : aux 1er et 4e de gueules au lion d'or, aux 2e et 3e d'argent plain. |
| Blason de Ségur-le-Château | Détails | Le statut officiel du blason reste à déterminer.                               |

| Blason de Seilhac | Blason  | D'azur au chevron d'or accompagné de trois seilles d'argent, au chef cousu de gueules chargé de trois étoiles d'or.                                                                                 |
| Blason de Seilhac | Détails | Seilhac : Armes parlantes (seilles). * Il y a là non-respect de la règle de contrariété des couleurs : ces armes sont fautives (gueules sur azur). Le statut officiel du blason reste à déterminer. |

| Blason de Sérandon | Blason  | Parti : au 1er d'azur à trois coquilles d'or posées en pal, au 2e mi parti de gueules à une molette d'argent. |
| Blason de Sérandon | Détails | Le statut officiel du blason reste à déterminer.                                                              |

| Blason de Sérilhac | Blason  | D'or à trois corbeaux de sable, au franc-canton coticé d'or et de gueules de douze pièces. |
| Blason de Sérilhac | Détails | Le statut officiel du blason reste à déterminer.                                           |

| Blason de Servières-le-Château | Blason  | Parti : au 1er coticé d'or et de gueules de douze pièces, au 2e d'argent à la bande de gueules accompagnée de six flanchis de même rangés en orle, sur le tout d'azur à un château sommé de trois tours d'argent ouvert et ajouré du champ. |
| Blason de Servières-le-Château | Détails | Armes parlantes. Le statut officiel du blason reste à déterminer. |

| Blason de Sexcles | Blason  | D'or à la jumelle de sable posée en bande accompagnée de six merlettes de même en orle. |
| Blason de Sexcles | Détails | Le statut officiel du blason reste à déterminer.                                        |

| Blason de Sioniac | Blason  | Écartelé : aux 1er et 4e d'or à trois roses de gueules, aux 2e et 3e d'or à trois fasces de sable. |
| Blason de Sioniac | Détails | Le statut officiel du blason reste à déterminer.                                                   |

| Blason de Sornac | Blason  | D'argent au lion de gueules.                     |
| Blason de Sornac | Détails | Le statut officiel du blason reste à déterminer. |

| Blason de Soudaine-Lavinadière | Blason  | Écartelé : aux 1er et 4e de gueules au lion d'or couronné de même, aux 2e et 3e de vair plain. |
| Blason de Soudaine-Lavinadière | Détails | Le statut officiel du blason reste à déterminer.                                               |

| Blason de Soudeilles | Blason  | Parti : au 1er échiqueté d'argent et d'azur, au 2e d'argent à trois pals de gueules. |
| Blason de Soudeilles | Détails | Le statut officiel du blason reste à déterminer.                                     |

| Blason de Soursac | Blason  | De gueules à trois étoiles de six rais d'argent, au chef de même chargé d'un lambel de cinq pendants de gueules. |
| Blason de Soursac | Détails | Le statut officiel du blason reste à déterminer.                                                                 |

Pas de blason connu pour :  Saint-Merd-de-Lapleau Saint-Solve Sarroux

## T
| Blason de Tarnac | Blason  | De gueules à quatre merlettes d'argent posées 2 et 2, au franc-quartier d'hermine brochant sur le tout. |
| Blason de Tarnac | Détails | Le statut officiel du blason reste à déterminer.                                                        |

| Blason de Thalamy | Blason  | D'azur au vol d'or.                              |
| Blason de Thalamy | Détails | Le statut officiel du blason reste à déterminer. |

| Blason de Tourette (La) | Blason  | Écartelé : aux 1er et 4e de sable au lion d'argent armé, lampassé et couronné d'or, aux 2e et 3e d'azur à trois poissons d'argent nageant contre-nageant l'un sur l'autre. |
| Blason de Tourette (La) | Détails | Le statut officiel du blason reste à déterminer. |

| Blason de Toy-Viam | Blason  | D'argent à trois rochers de gueules, au chef d'azur à trois étoiles d'or. |
| Blason de Toy-Viam | Détails | Le statut officiel du blason reste à déterminer.                          |

| Blason de Treignac | Blason  | D'azur à trois étoiles d'or. |
| Blason de Treignac | Détails | Adopté le 5 septembre 1988.  |

| Blason de Troche | Blason  | Écartelé : aux 1er et 4e d'azur à trois tours d'argent maçonnées de sable, aux 2e et 3e burelés d'argent et d'azur de douze pièces, au lion de gueules brochant. |
| Blason de Troche | Détails | Le statut officiel du blason reste à déterminer. |

| Blason de Tudeils | Blason  | D'or au chevron de gueules, accompagné en pointe d'un cygne d'argent, au chef d'azur à trois étoiles d'argent.                                              |
| Blason de Tudeils | Détails | * Il y a là non-respect de la règle de contrariété des couleurs : ces armes sont fautives (argent sur or). Le statut officiel du blason reste à déterminer. |

| Blason de Tulle | Blason  | De gueules à trois rocs d'or, au chef de France. |
| Blason de Tulle | Détails | Le statut officiel du blason reste à déterminer. |

| Blason de Turenne | Blason  | Coticé d'or et de gueules de douze pièces.      |
| Blason de Turenne | Détails | Armes de la famille de Turenne. Adopté en 1978. |

## U
| Blason de Ussac | Blason  | De gueules à une coquille d'argent soutenue d'un croissant de même, accostés de deux épées d'or la pointe en bas. |
| Blason de Ussac | Détails | Le statut officiel du blason reste à déterminer.                                                                  |

| Blason de Ussel | Blason  | D'azur à une porte d'or, la serrure et les bris d'huis de sable, accompagnée de trois étoiles d'or. |
| Blason de Ussel | Détails | Le statut officiel du blason reste à déterminer.                                                    |

| Blason de Uzerche | Blason  | D'or à deux bouveaux de gueules passant l'un sur l'autre, au chef de France. |
| Blason de Uzerche | Détails | Le statut officiel du blason reste à déterminer.                             |

## V
| Blason de Valiergues | Blason  | D'azur au chevron d'or surmonté d'un croissant d'argent accosté de deux clefs du 2e mises en pal, accompagné en pointe d'un soleil du même, au franc-canton échiqueté de gueules et d'or brochant. |
| Blason de Valiergues | Détails | Le statut officiel du blason reste à déterminer. |

| Blason de Varetz | Blason  | D'or à la croix ancrée de gueules, au franc-canton d'or à deux lions léopardés de gueules l'un sur l'autre. |
| Blason de Varetz | Détails | Le statut officiel du blason reste à déterminer.                                                            |

| Blason de Vars-sur-Roseix | Blason  | Mi-parti : au 1er d'argent à trois fasces de gueules, au franc-canton du champ au roc d'échiquier du second, au 2e vairé d'or et de gueules. |
| Blason de Vars-sur-Roseix | Détails | Le statut officiel du blason reste à déterminer.                                                                                             |

| Blason de Végennes | Blason  | D'argent à la croix de gueules, au chef bastillé de quatre pièces d'azur. |
| Blason de Végennes | Détails | Le statut officiel du blason reste à déterminer.                          |

| Blason de Veix | Blason  | D'or à la forêt de sinople, au chef d'azur à trois étoiles d'or. |
| Blason de Veix | Détails | Le statut officiel du blason reste à déterminer.                 |

| Blason de Venarsal | Blason  | D'or à la fasce d'azur chargée de trois étoiles d'argent, accompagnée de trois mouchetures d'hermine de sable. |
| Blason de Venarsal | Détails | Adopté par délibération du conseil municipal le 7 janvier 1984.                                                |

| Blason de Veyrières | Blason  | D'azur au roc d'échiquier d'or.                  |
| Blason de Veyrières | Détails | Le statut officiel du blason reste à déterminer. |

| Blason de Viam | Blason  | D'argent à un arbre arraché de sinople sommé d'une colombe de gueules, au chef d'azur à trois étoiles d'or. |
| Blason de Viam | Détails | Le statut officiel du blason reste à déterminer.                                                            |

| Blason de Vigeois | Blason  | Fascé d'argent et de gueules, les fasces d'argent chargées chacune de trois mouchetures d'hermine de sable. |
| Blason de Vigeois | Détails | Le statut officiel du blason reste à déterminer.                                                            |

| Blason de Vignols | Blason  | De sable au lion d'or armé, lampassé et couronné de gueules. |
| Blason de Vignols | Détails | Le statut officiel du blason reste à déterminer.             |

| Blason de Vitrac-sur-Montane | Blason  | D'azur au chevron d'argent accompagné en pointe d'un croissant de même, au chef de gueules à trois étoiles d'argent.                                           |
| Blason de Vitrac-sur-Montane | Détails | * Il y a là non-respect de la règle de contrariété des couleurs : ces armes sont fautives (gueules sur azur). Le statut officiel du blason reste à déterminer. |

| Blason de Voutezac | Blason  | D'argent à la fasce crénelée de gueules chargée d'un lion d'or, accompagnée en chef d'une croisette d'azur et en pointe d'une grappe de raisin de pourpre tigée et feuillée de sinople. |
| Blason de Voutezac | Détails | Le statut officiel du blason reste à déterminer. |

## Y
| Blason de Yssandon | Blason  | D'argent à la balance soutenue d'une verge entourée d'un serpent, le tout de sable, au franc-quartier d'azur à un miroir d'or, le manche entouré d'un serpent d'argent. |
| Blason de Yssandon | Détails | Le statut officiel du blason reste à déterminer. |